# Vest in pločevina
Vest in pločevina je slovenska barvna kriminalistična TV nanizanka iz leta 1973. Predvajala se je od 28. marca 1974 na prvem programu TV Ljubljana.
Primere razrešuje inšpektor Vlado Pegan (Boris Cavazza) s svojim pomočnikom, komandirjem Nikom Maroltom (Dare Valič). Zgodbam je skupen beg povzročitelja prometne nesreče. Vitomil Zupan je scenarij napisal pod naslovom Vest in pločevina ali Pobegli vozniki. Glavnim likom ni določil osebnostnih lastnosti in videza, le to, da so predani svojemu delu in da krivca zmeraj najdejo.

## Produkcija
Producent je bil TV Ljubljana, sodelovala sta Republiški sekretariat za notranje zadeve in Uprava za javno varnost Ljubljana.

## Epizode
| Št. | Naslov                     | Datum predvajanja | Ostali igralci |
| --- | -------------------------- | ----------------- | --- |
| 1.  | Krivolov                   | 28. marec 1974    | |
| 2.  | Strah pred ljudmi          | 4. april 1974     | Zlatko Šugman, Mila Kačič, Radko Polič, Marjan Hlastec, Barbara Levstik                                                                                  |
| 3.  | Smrt s pesmijo             | 11. april 1974    | |
| 4.  | Divji lov                  | 18. april 1974    | Andrej Matko, Mladen Urh, Jožef Ropoša, Volodja Peer, Vika Gril, Marjana Klanšek, Marjan Hlastec, Alenka Vipotnik, Bojan Kapelj, Franc Uršič, Dušan Skok |
| 5.  | Starka, ki ne more spati   | 25. april 1974    | Mihaela Šarič |
| 6.  | Kazenski zakonik čl. 271 a | 2. maj 1974       | |
| 7.  | Dve glasni priči           | 9. maj 1974       | Majda Potokar |

## Ekipa
| - producent: Franci Zajc - redakcija: Saša Vuga - režija: Anton Tomašič - scenarij: Vitomil Zupan - montaža: Neva Fajon - fotografija: Slavko Nemec - scenografija: Niko Matul - kostumografija: Milena Kumar - maska: Zoran Lemajič in Kristina Pristovnik | - glasba: Ivo Meša in Dečo Žgur - dirigent: Bojan Adamič - song: Dečo Žgur (izvajalec: Janez Bončina - Benč) - lektor: Mirko Mahnič - strokovni svetovalec: inšpektor Zdravko Petrič - snemalca: Janez Cimperman in Ubald Trnkoczy - ton: Franci Velkavrh - trik: Ludvik Burnik - grafična oprema: Lilijana Lesar |

## Zgodbe

### Strah pred ljudmi
Nekdo zbije kolesarja do smrti. Najdejo drobce laka in razbito steklo.

### Smrt s pesmijo
Voznik tovornjaka povozi žensko, nesrečo vidita priči, ki sta zaradi pijanosti nezanesljivi. K odkritju povzročitelja nesreče prispeva lastnik avtomobila, ki je ponesrečenko odpeljal v bolnišnico.

### Divji lov
Mladoletniki ukradejo avto in bežijo pred Milico.

### Starka, ki ne more spati
Na gorenjski magistrali se zgodi prometna nesreča in voznik pobegne. O tem poroča radio. Nespečna starka skozi okno vidi, da se je sosed v mercedesu pripeljal z dekletom, ki ni njegova žena. Sosed si ogleduje vozilo. Naslednje jutro se odpelje, vendar se vrne peš. Sumničava starka ga najprej po telefonu opozarja, da ni prav, kar je storil, nato pa pokliče milico.

### Dve glasni priči
Voznik zbije otroka in se doma dokončno zave svojega dejanja, ki ga prizna ženi.

## Kritike
Jože Snoj je v oceni epizode Divji lov pohvalil dobro kamero, boljši trik in nekaj posrečenega žargona. Motilo ga je pomanjkanje notranje nuje in s tem napetosti, zato ga je dirka začela dolgočasiti. Opozoril je, da akcija potrebuje tudi psihološko, sociološko ali drugačno motivacijo, čeprav je šablonizirana, tako kot zgodba.